# Billy-Montigny
Billy-Montigny [bili mɔ̃tiɲi] ist eine französische Stadt mit 8027 Einwohnern (Stand: 1. Januar 2022) im Département Pas-de-Calais in der Region Hauts-de-France. Sie gehört zum Arrondissement Lens, zum Kanton Harnes und zum Gemeindeverband Lens-Liévin.

## Geographie
Die Stadt Billy-Montigny liegt in der historischen Landschaft Gohelle im Nordfranzösischen Kohlerevier inmitten der dicht bebauten Agglomeration um Lens.
Nachbargemeinden von Billy-Montigny sind Fouquières-lès-Lens im Norden, Montigny-en-Gohelle im Nordosten, Hénin-Beaumont im Osten, Rouvroy im Süden, Méricourt im Westen und Südwesten sowie Noyelles-sous-Lens im Nordwesten, wobei die Stadt mit allen Nachbargemeinden baulich zusammengewachsen ist. Durch das Stadtgebiet führt die frühere Route nationale 43, unmittelbar nördlich verläuft die Autoroute A21.

## Geschichte
Als gallorömisches Oppidum Billiacum ist der Ort schon seit der römischen Kaiserzeit bekannt. Ab dem vierten Jahrhundert kamen Normannen aus Skandinavien hierher.
Mit der Entdeckung der Kohlevorkommen ab 1720 wurden Minen in den Untergrund getrieben. Der Kohleabbau in Billy-Montigny begann allerdings erst ab der Mitte des 19. Jahrhunderts. Beim Grubenunglück von Courrières 1906 wurden zahlreiche Bergleute aus Billy-Montigny getötet.

## Bevölkerungsentwicklung
| Jahr                       | 1962   | 1968   | 1975 | 1982 | 1990 | 1999 | 2006 | 2012 | 2022 |
| -------------------------- | ------ | ------ | ---- | ---- | ---- | ---- | ---- | ---- | ---- |
| Einwohner                  | 10.593 | 10.028 | 8834 | 7682 | 8126 | 8396 | 8018 | 8284 | 8027 |
| Quellen: Cassini und INSEE |        |        |      |      |      |      |      |      |      |

## Sehenswürdigkeiten

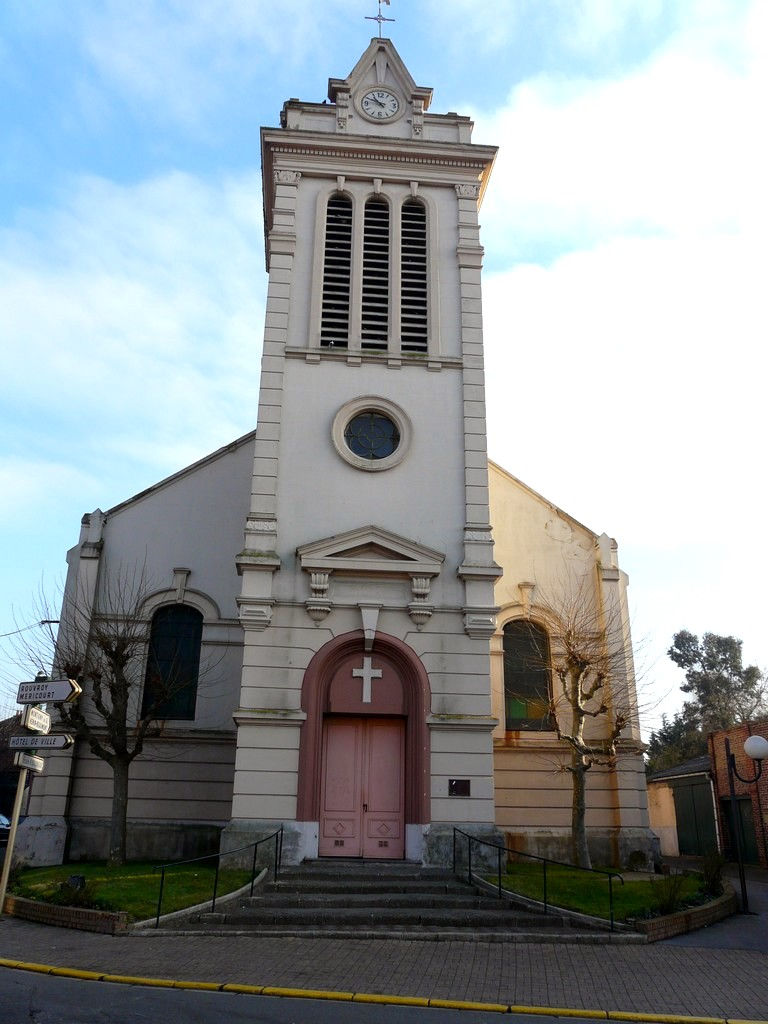
Kirche Saint-Martin
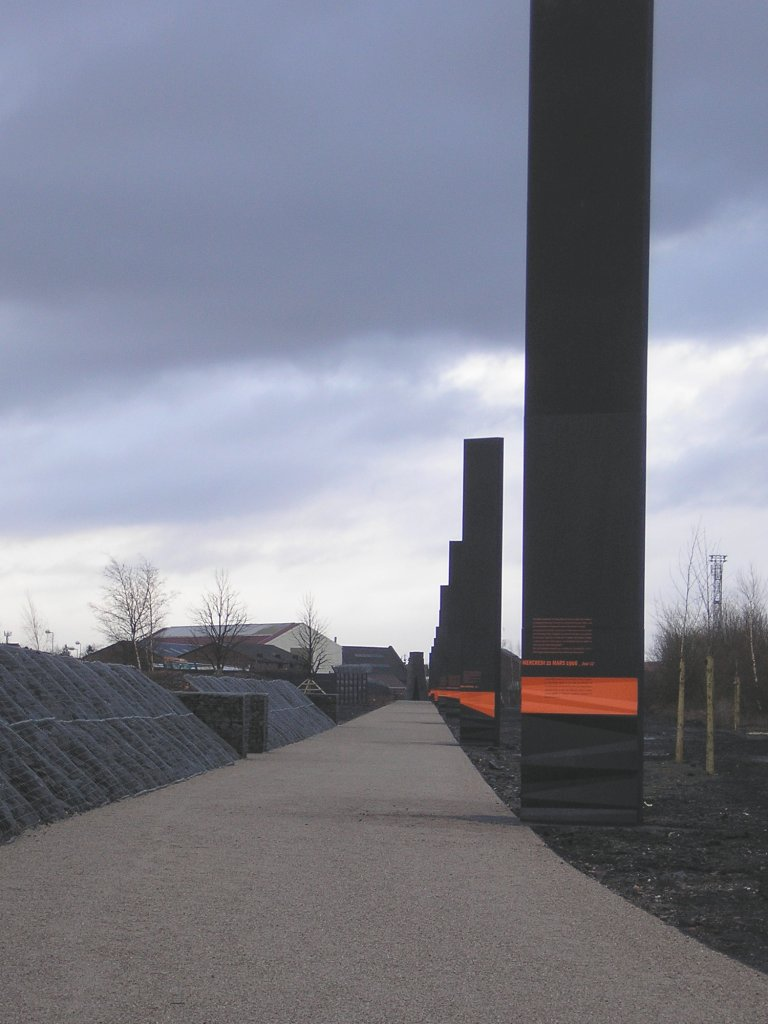
Parcours des Rescapés in Erinnerung an das Unglück von 1906
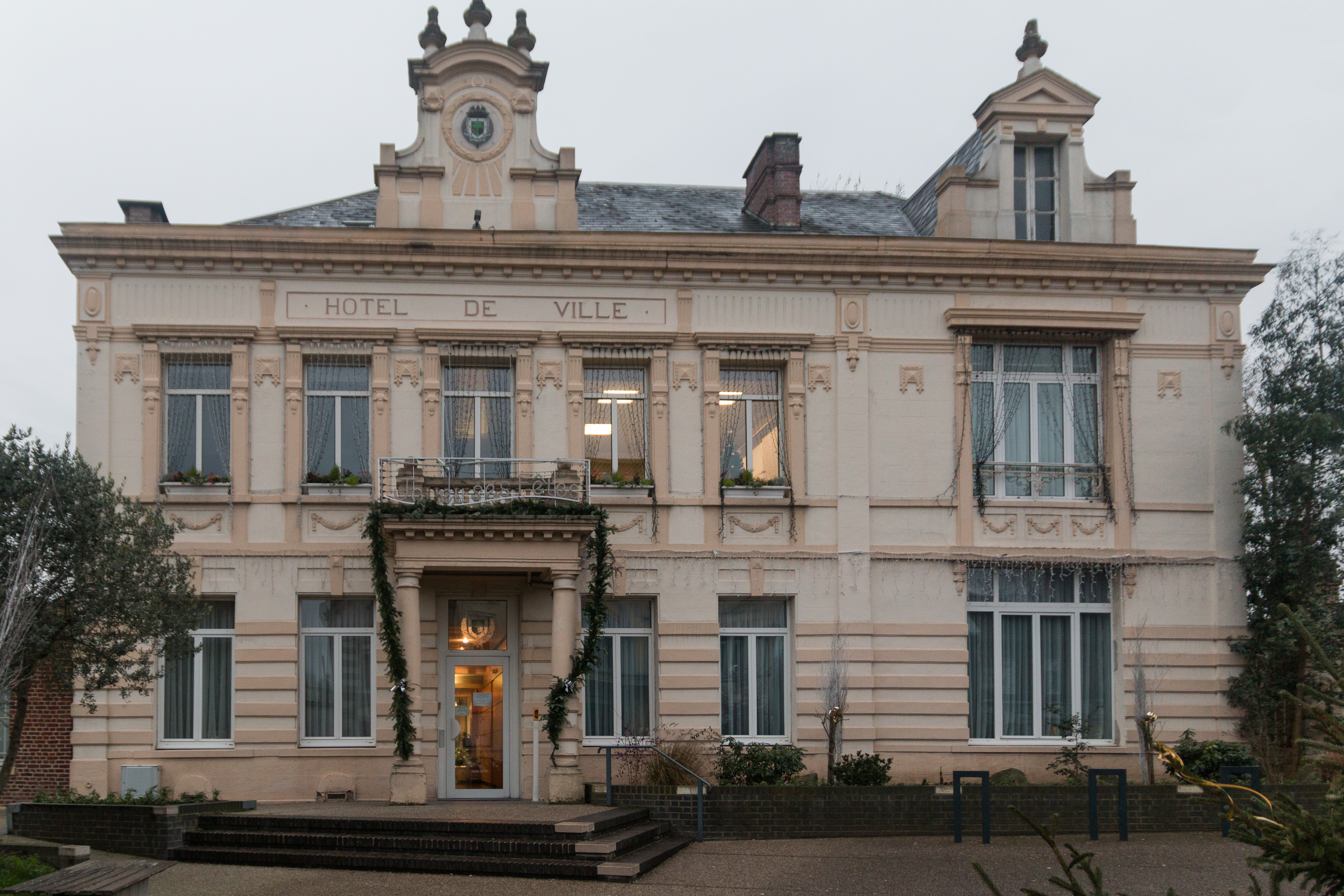
Rathaus (Hôtel de ville)
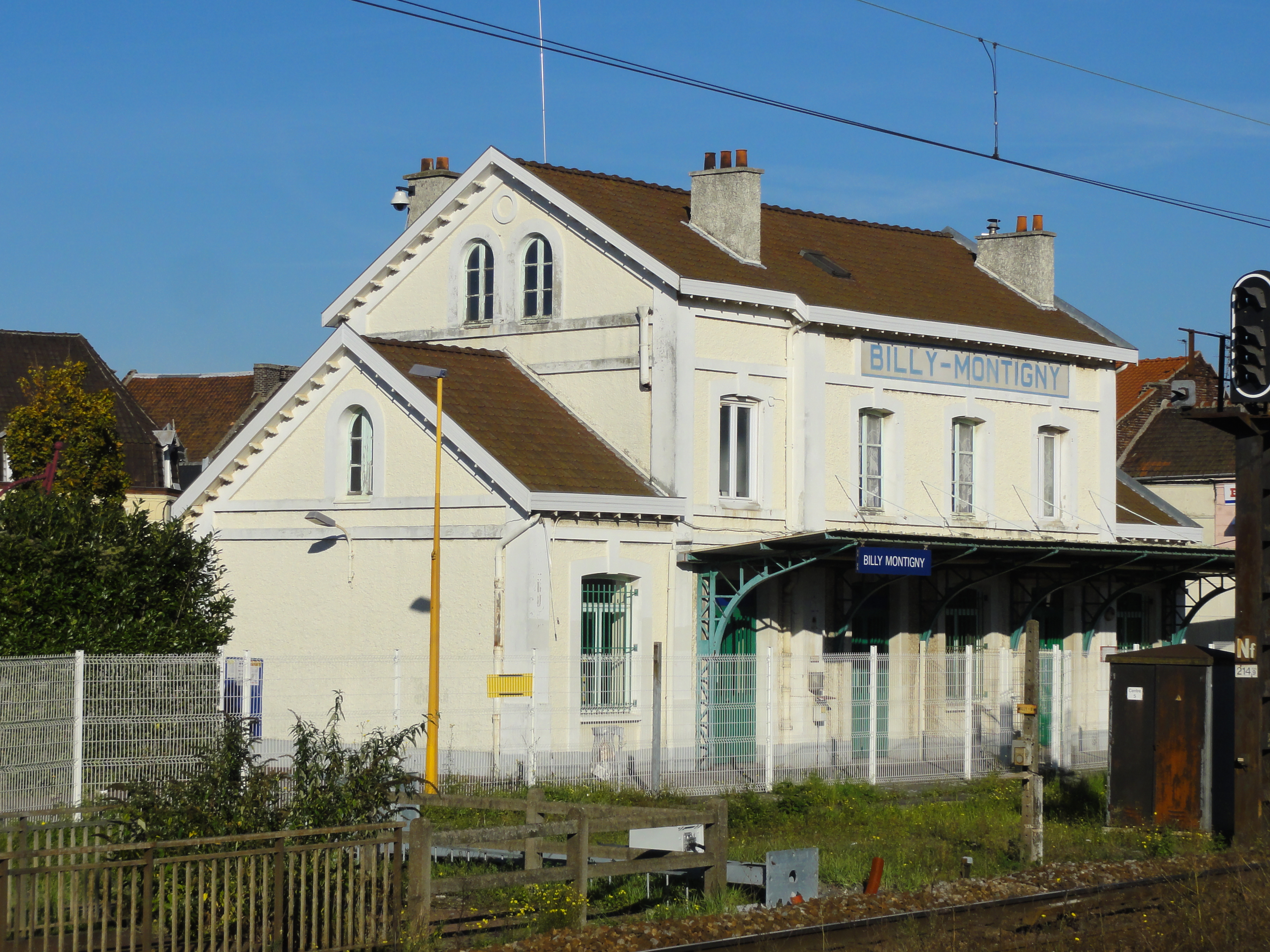
Bahnhof
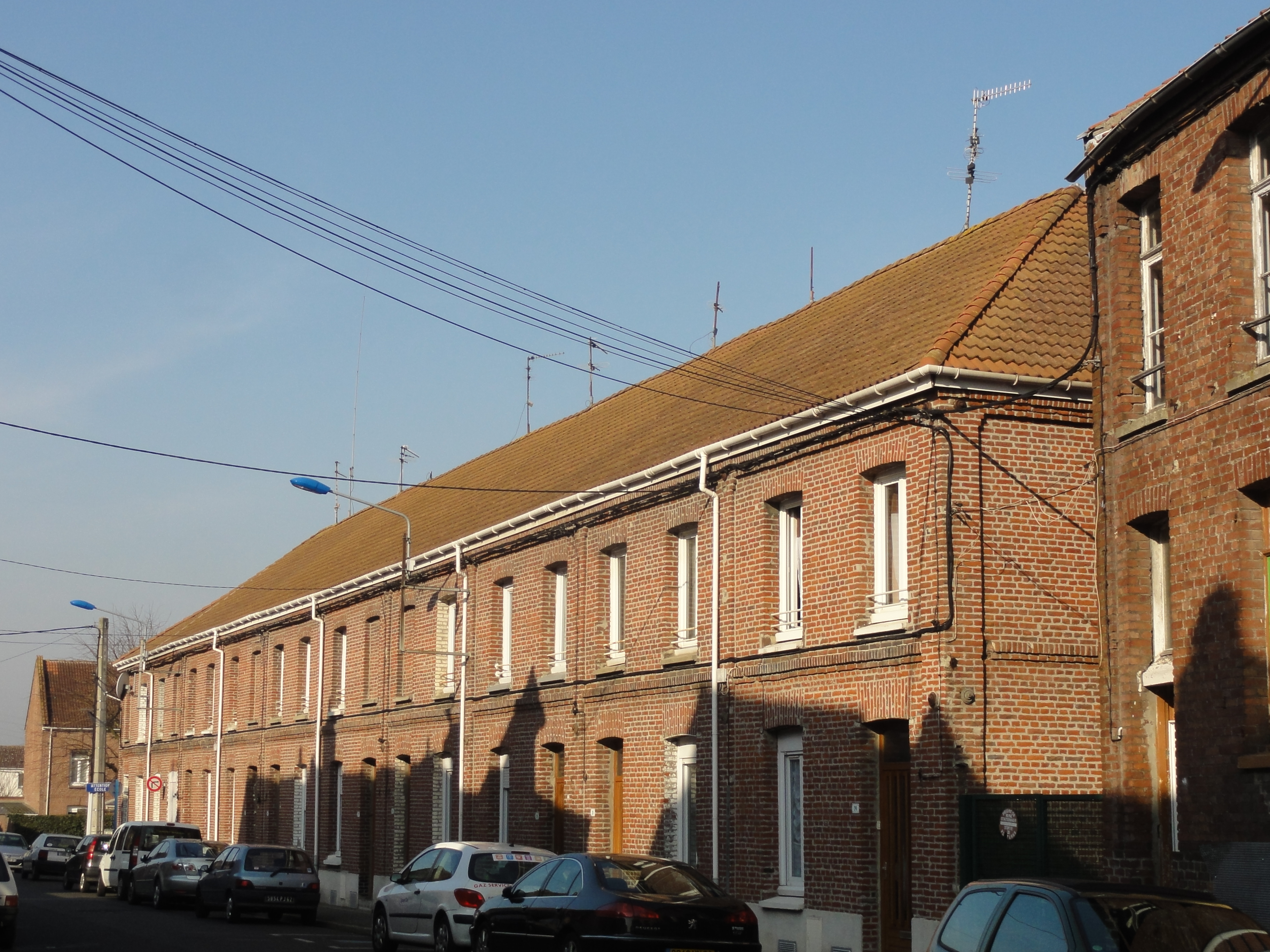
Ehemalige Bergarbeiterhäuser in der Zeche Nr. 2

- Kirche Saint-Louis
- Der parcours des rescapés erinnert an die Toten des Grubenunglücks
- Grube Schneider-Landrieu
- deutscher Soldatenfriedhof

- Kirche Saint-Martin
- Parcours des Rescapés in Erinnerung an das Unglück von 1906
- Rathaus (Hôtel de ville)
- Bahnhof
- Ehemalige Bergarbeiterhäuser in der Zeche Nr. 2

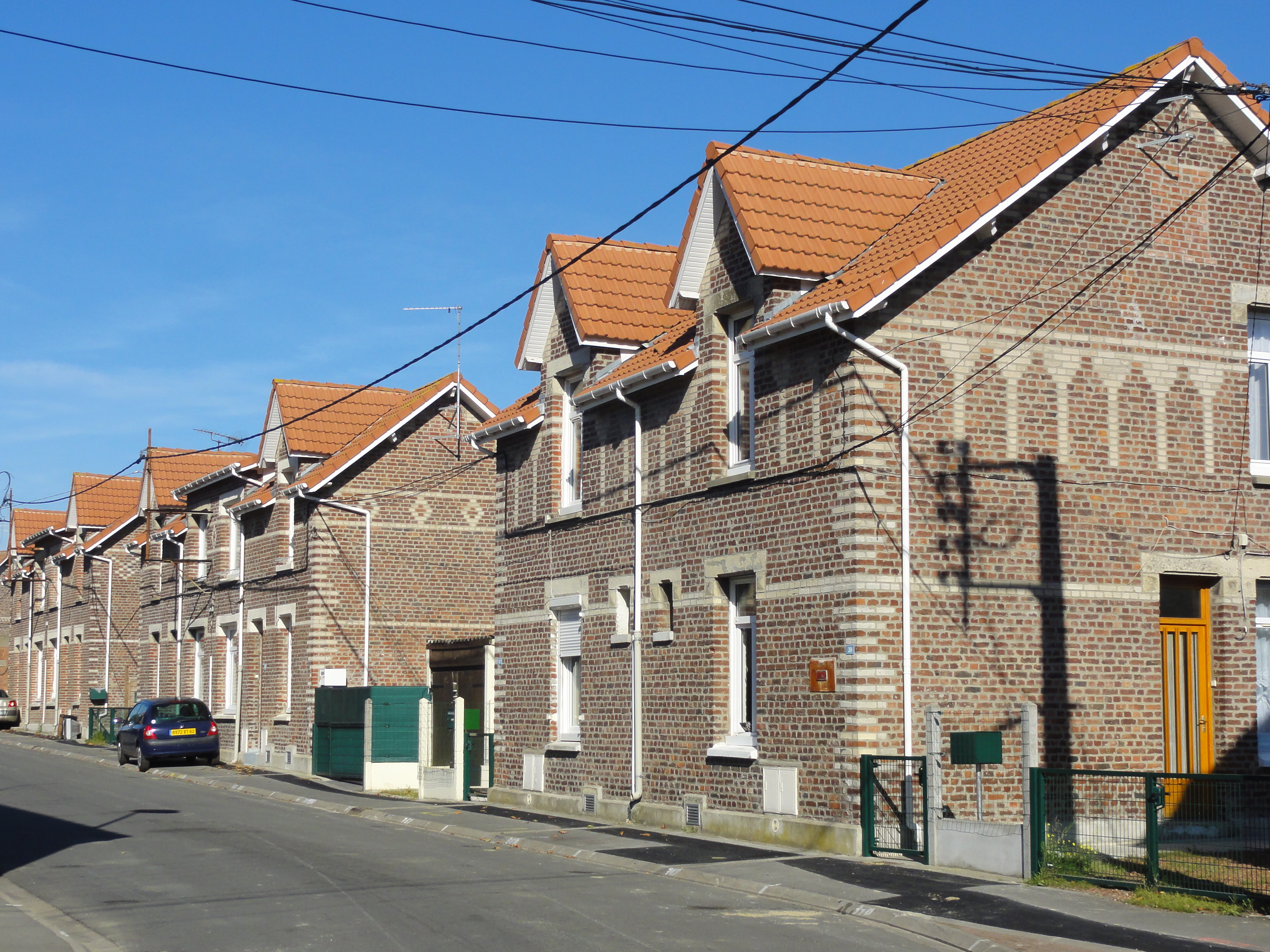
Ehemalige Bergarbeiterhäuser in der Zeche 3–15
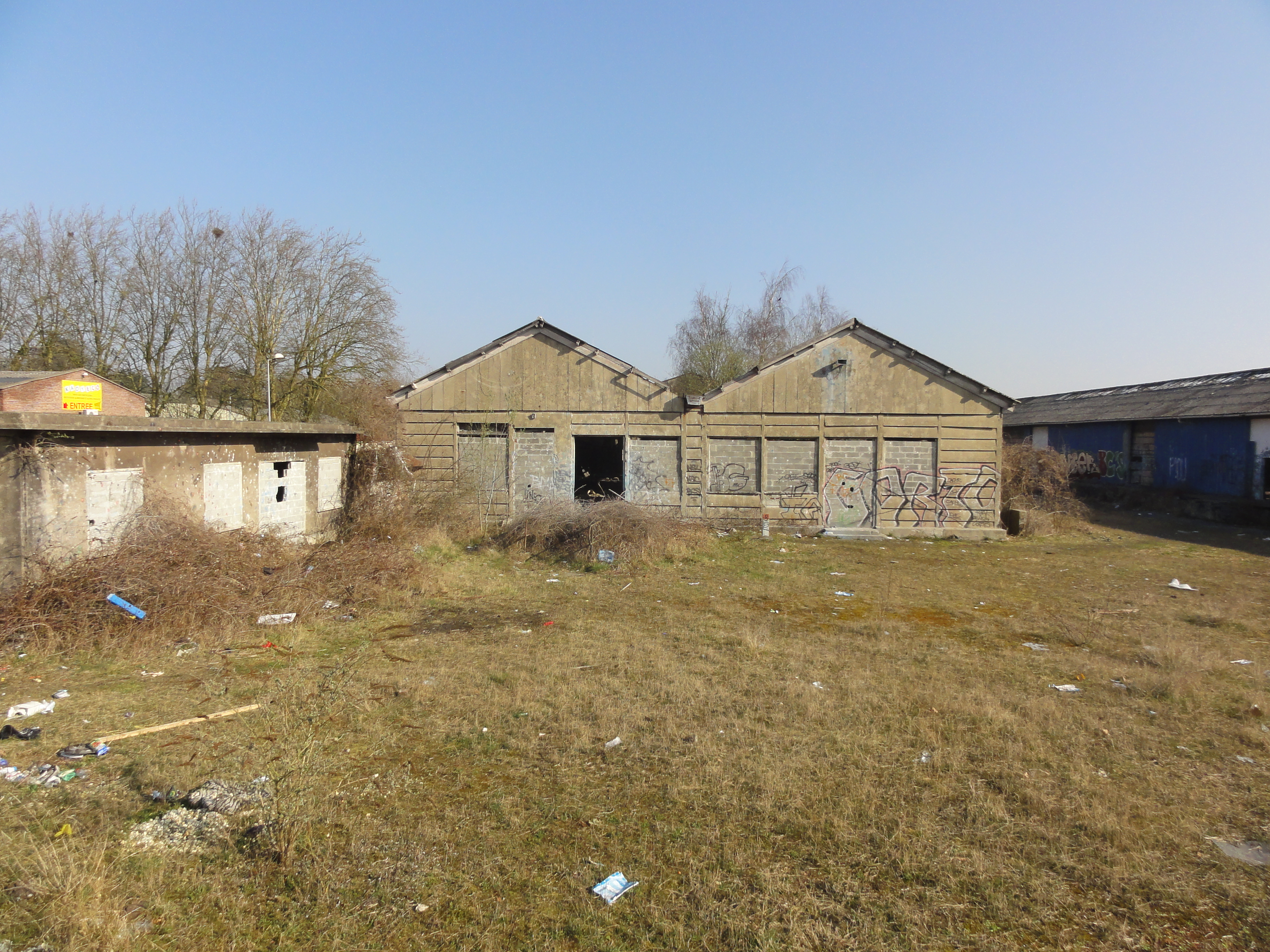
Abraumhalde der Zeche Nr. 2
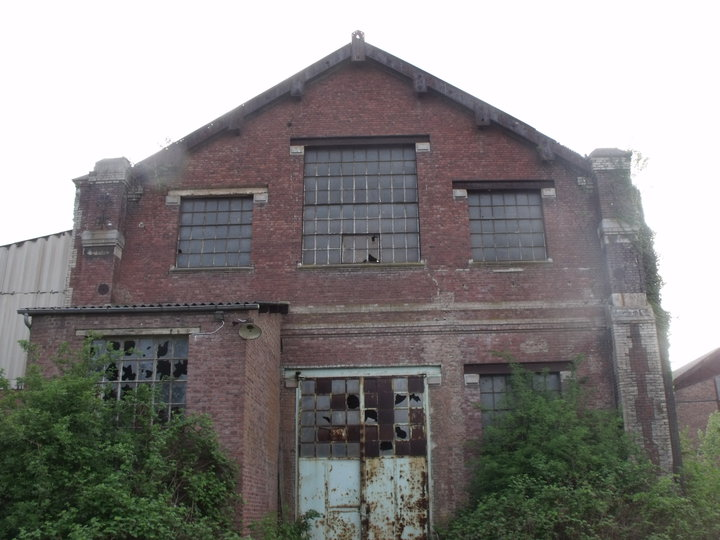
Ruine der Maschinenhalle der Zeche Nr. 10
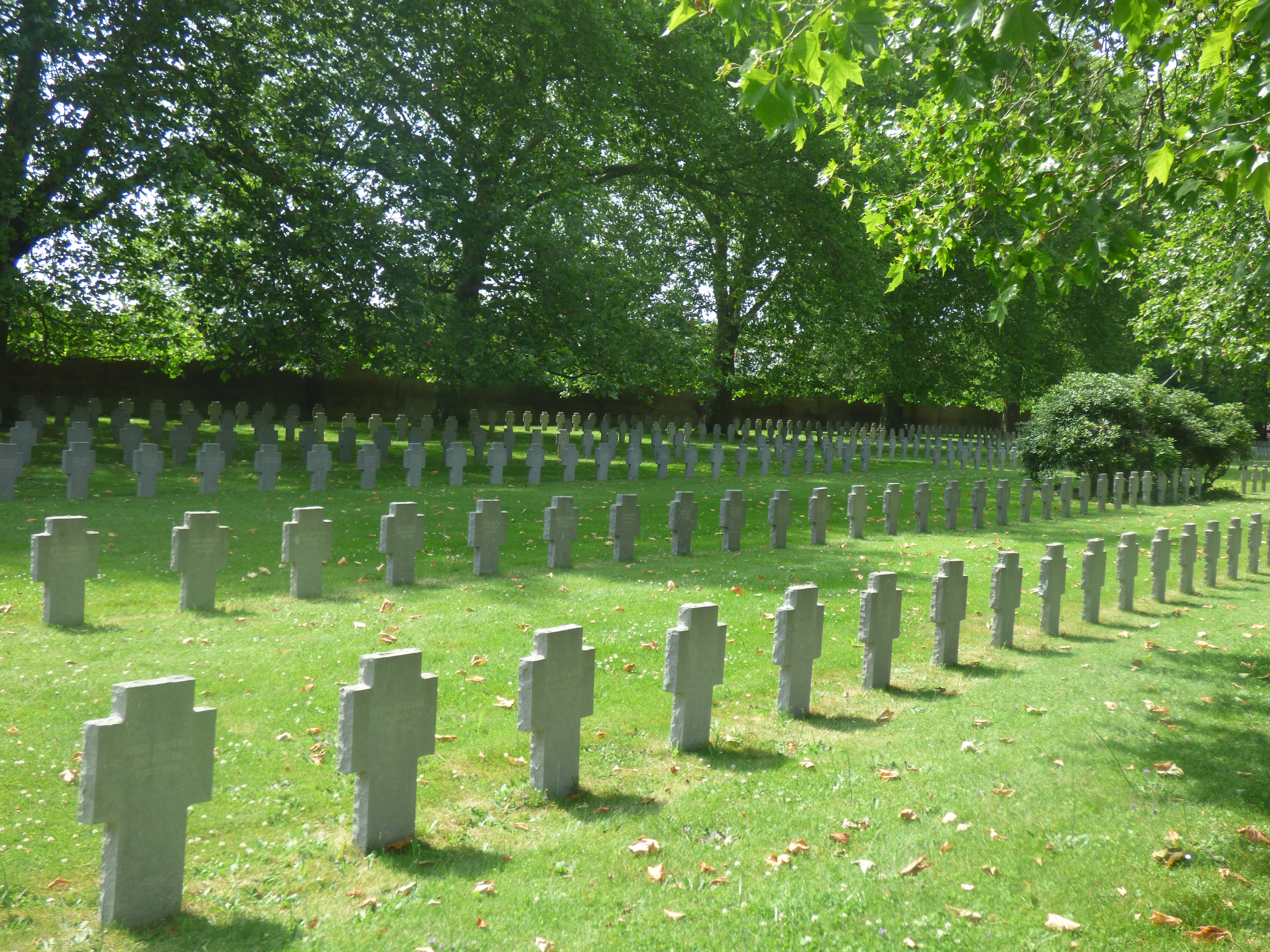
Deutscher Soldatenfriedhof

## Gemeindepartnerschaften
Die Gemeinde unterhält Partnerschaften mit folgenden Städten und Gemeinden:
- Bönen, Nordrhein-Westfalen (Deutschland)
- Trzebinia, Kleinpolen (Polen)
- Reggello, Provinz Florenz (Toskana, Italien)

## Persönlichkeiten
- Jean-Georges Deledicque (1925–1997), römisch-katholischer Geistlicher und Weihbischof in Lille